# Michelle Courtens

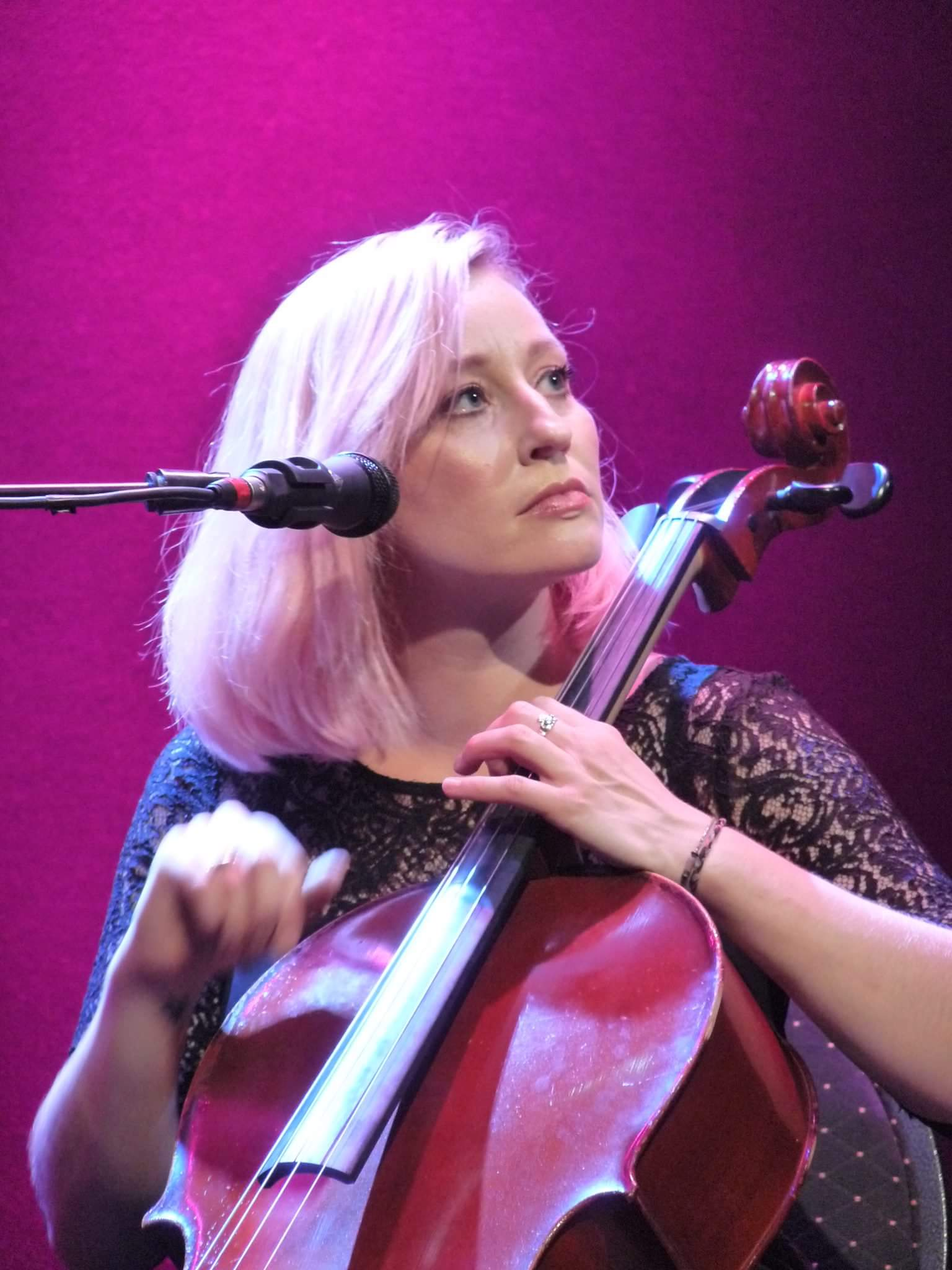

Michelle Courtens (Venray, 3 de agosto de 1981-) é uma cantora neerlandesa que ficou conhecida por ter representado os Países Baixos no Festival Eurovisão da Canção 2001 que teve lugar em Copenhaga em 12 de maio desse ano. 
Venceu a final  nos Países Baixos, com uma diferença de 20 pontos sobre a segunda classificada, com a canção "Out on my own . Na final do Festival Eurovisão da Canção 2001, realizada em Copenhaga, Dinamarca, não foi além de um modesto 18.º lugar 8entre 23 participantes). Apesar de seu desempenho histórico (sentada e pés descalços), ela só recebeu dezesseis pontos, resultando em 18 º lugar.
Em março daquele ano, a sua canção "Out on my own" atingiu o 9 º lugar no Top 40 holandês,; original de uma canção da Eurovisão. Em 2002, ela tentou retomar sua carreira com o lançamento do single "Coming Up Roses", contudo não se deu por ele e foi um fracasso de vendas. Atualmente, ela está trabalhando como professora de canto.
Em 16 de setembro de  2006 Michelle casou com a sua namorada Carlijn.